# Bungalotis
Bungalotis es un género neotropical de lepidópteros ditrisios de la subfamilia Eudaminae  dentro de la familia Hesperiidae.

## Especies
- Bungalotis astylos
- Bungalotis aureus
- Bungalotis milleri
- Bungalotis midas
- Bungalotis borax
- Bungalotis lactos
- Bungalotis clusia
- Bungalotis diophorus
- Bungalotis erythus
- Bungalotis gagarini
- Bungalotis quadratum
- Bungalotis sipa